# Malá Domaša
Malá Domaša est un village de Slovaquie situé dans la région de Prešov.

## Histoire
Première mention écrite du village en 1317.

## Démographie

### Évolution de la population
| Année:               | 1994. | 2004.    | 2014.    | 2024.    |
| -------------------- | ----- | -------- | -------- | -------- |
| Nombre de personnes: | 409   | 451      | 508      | 706      |
| Différence:          |       | +10,26 % | +12,63 % | +38,97 % |

| Année:               | 2023. | 2024.   |
| -------------------- | ----- | ------- |
| Nombre de personnes: | 691   | 706     |
| Différence:          |       | +2,17 % |